# Ein Mord auf dem Konto
Ein Mord auf dem Konto ist ein deutscher Fernseh-Kriminalkomödie aus dem Jahr 1996.

## Handlung
Der Film erzählt von Herrn Sommer, der als Kurier für ein Berliner Anwaltsbüro Geld auf Zürcher Nummernkonten verteilt. Als er mit seinem Auftraggeber Feuerberg aneinandergerät, macht er sich aus dem Staub, trifft in seinem geenterten Fluchtauto aber ausgerechnet den betrogenen und deswegen lebensmüden Werner, den Ehemann von Feuerbergs Geliebter Teresa.

## Rezeption
Die Programmzeitschrift TV Spielfilm attestierte dem Film „Etwas Mord und zu viel Klamauk“.